# BR-135
Pour les articles homonymes, voir Route 135.

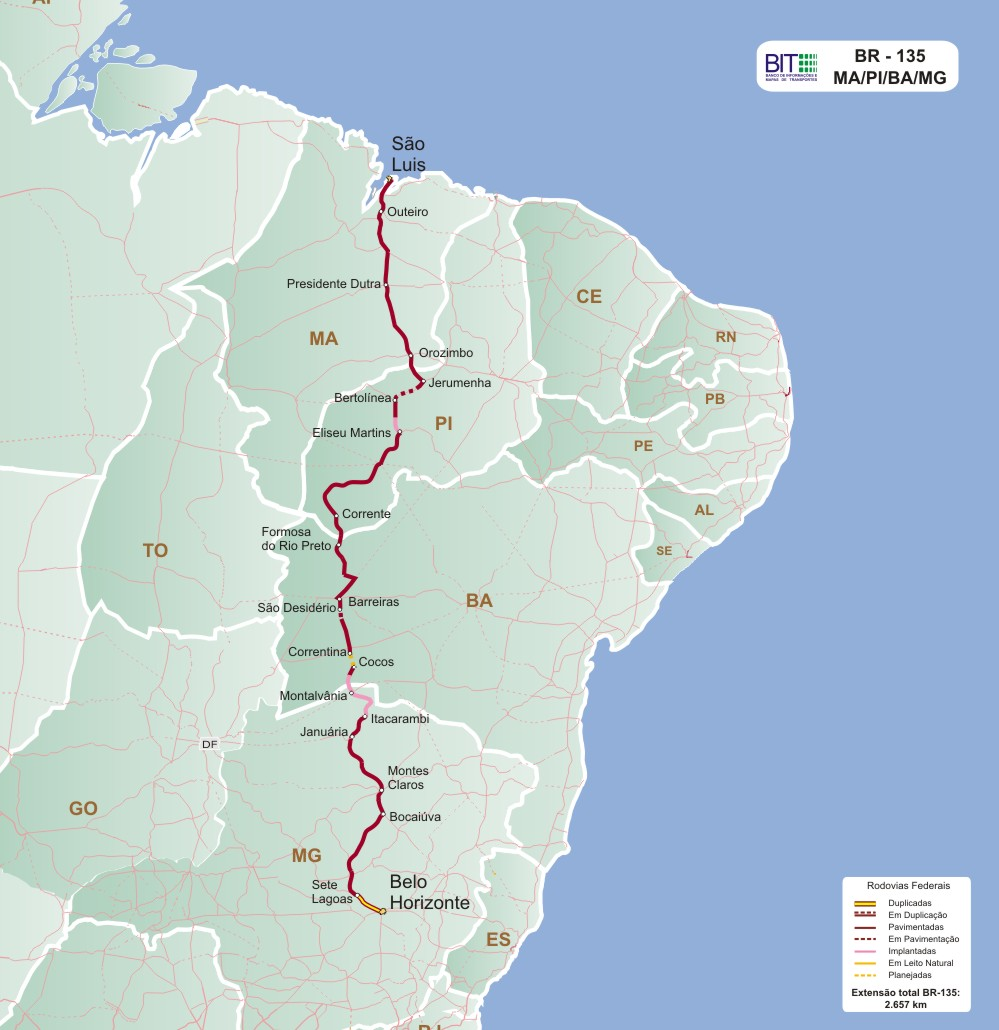
Tracé de la BR-135

La BR-135 est une route fédérale du Brésil. Son point de départ se situe à São Luis, dans l'État du Maranhão, et elle s'achève à Belo Horizonte, dans l'État du Minas Gerais. Elle traverse les États du Maranhão, du Piauí, de Bahia et du Minas Gerais. 
Elle comporte des tronçons encore non construits entre Barreiras (Bahia) et Montalavânia (Minas Gerais), sur environ 295 km. Son état de conservation dans le Nord du Minas gerais est déplorable.
Elle dessert, entre autres villes :
- Presidente Dutra (Maranhão)
- Jerumenha (Piauí)
- Eliseu Martins (Piauí)
- Corrente (Piauí)
- Formosa do Rio Preto (Bahia)
- Santa Rita de Cássia (Bahia)
- Riachão das Neves (Bahia)
- Barreiras (Bahia)
- Santa Maria da Vitória (Bahia)
- Montalvânia (Minas Gerais)
- Manga (Minas Gerais)
- Januária (Minas Gerais)
- Montes Claros (Minas Gerais)
- Curvelo (Minas Gerais)
- Sete Lagoas (Minas Gerais)

Elle est longue de 2 481,4 km (y compris les tronçons non construits).